# Paulo Bonfim
Paulo Martins Soares Fernandes Bonfim (nascido em 20 de fevereiro de 1957) é um ex-jogador brasileiro de futebol de salão, que atuava na posição de ala.

Fez parte da Seleção Brasileira de Futebol de Salão que conquistou o primeiro título mundial em 1982.